# Хотисино (Думиничский район)
Хотисино — деревня в Думиничском районе Калужской области России.
Расположена на реке Брынь в 5 км к западу от посёлка Думиничи.

## История
Деревня основана, вероятно, между 1660 и 1670 гг., когда владельцем земель в этом районе был царский тесть Илья Данилович Милославский. Впервые упоминается в 1722 г.: промышленник Никита Никитич Демидов купил у капитана Василия Обухова сельцо Толстошеево, сельцо Хотисино и деревню Воротную.
Жители Хотисина были старообрядцами. Они участвовали в строительстве Брынского завода (1722—1727 гг.), потом Н. Н. Демидов переселил несколько семей на Урал, на Васильевско-Шайтанский завод.
Перед отменой крепостного права сельцо принадлежало брынской помещице Е. А. Рябининой. Большинство жителей работало на Брынской суконной фабрике.
В 1859 в деревне числится 10 крестьянских дворов, 81 житель.
С 1861 г. входила в Брынскую волость.
1885 год — 25 дворов. С 1888 Хотисино было центром старообрядческого прихода: в деревне сначала открыли молельный дом, а в 1905 г. — Преображенскую церковь. В приход входили деревни Плоцкое, Семичастное, Рукав, Поляки,Буда-Монастырская. Церковь была закрыта в 1937 г.
В 1906 в Хотисине 35 дворов, 230 жителей.
С 1921 до начала (или середины) 1930-х гг. в Хотисине работала сельскохозяйственная артель по производству сливочного масла.
С 1929 — в составе Думиничского района (Полякский, затем Думиничский сельсовет).
В 1934? образована сельхозартель «Красное Хотисино». Первоначально в не вступили 7 хозяйств. Коллективизация завершилась к весне 1936.
В 1940 — 44 двора, школа.
Во время войны Хотисино было освобождено 2 апреля 1942 г. Все дома фашисты сожгли перед отступлением. Население нашло приют в соседних деревнях (Брынь, Семичастное, Плоцкое, Рукав). В начале октября 1942 всех эвакуировали в Тульскую область (начали возвращаться летом следующего года).
В августе 1943 восстановили колхоз, в котором в то время работали 9 женщин, 2 подростка и пожилой мужчина. Военные оставили колхозникам больную лошадь. В октябре начала работать начальная школа (до 1944 располагалась в д. Рукав).
Колхоз «Красное Хотисино» существовал до 1950 г., затем его присоединили к колхозу им. 17-й партконференции (д. Думиничи).

## Население
| 2002 | 2010 |
| ---- | ---- |
| 2    | →2   |